# Grönlandi labdarúgó-bajnokság (első osztály)
Angutit Inersimasut GM, néven hozták létre Grönland labdarúgó-bajnokságát.
A ligában 20 csapat vesz részt, melyek 5 csoportba osztva, egyszer mérkőznek egymással a GBU által kijelölt helyszíneken.
A továbbjutó legjobb 8 csapatot újra csoportba osztják, majd a legerősebb 4 együttes egyenes kieséses rendszer alapján küzd meg a bajnoki címért.

## Története
A GIF sport szervezet 1953-ban írt ki első alkalommal egy nemzeti sportbajnokságot, mely nem csak a labdarúgásra korlátozódott. 
A labdarúgó-bajnokságok végül -kisebb szünetekkel- 1955 óta részei a világ legnagyobb szigetének sportéletében.
A szervezetlen bajnoki rendszer végett, az 1971-ben megalakult a GBU átvette a sorozatot és azóta is irányítása alatt zajlik a sziget labdarúgása.

## A 2018-as szezon résztvevői
| Csapat                       | Város         | Csoport           |
| ---------------------------- | ------------- | ----------------- |
| Aqisseq Kangaatsiaq          | Kangaatsiaq   | Disko Bay         |
| B-67                         | Nuuk          | Central Greenland |
| Disko-76                     | Nuuk          | Disko Bay         |
| Eqaluk-54                    | Tasiusaq      | South Greenland   |
| Eqaluk-56                    | Ikerasak      | North Greenland   |
| Grønlands Seminarius         | Nuuk          | Central Greenland |
| G-44                         | Qeqertarsuaq  | Disko Bay         |
| Inuit Timersoqatigiiffiat-79 | Nuuk          | Disko Bay         |
| Kagssagssuk Maniitsoq        | Maniitsoq     | Central Greenland |
| Kissaviarsuk-33              | Qaqortoq      | South Greenland   |
| Kugsak-45                    | Qasigiannguit | Disko Bay         |
| Malamuk                      | Uummannaq     | North Greenland   |
| Nagdlunguaq-48               | Ilulissat     | Disko Bay         |
| Narsaq                       | Narsaq        | South Greenland   |
| Nuuk Idraetslag              | Nuuk          | Central Greenland |
| Siumut Amerdlok Kunuk        | Sisimiut      | Central Greenland |
| Terianniaq-58                | Upernavik     | North Greenland   |
| Tupilakken-41                | Aasiaat       | Disko Bay         |
| Umanak BK 68                 | Uummannaq     | North Greenland   |
| Upernavik BK 83              | Upernavik     | North Greenland   |

## Az eddigi  győztesek

### Grønlandturneringen (1955-1970)
| - 1955 : NÛK - 1958 : GSS - 1960 : Nanoq - 1964 : Kissaviarsuk-33 - 1967 : Kissaviarsuk-33 - 1968 : Tupilakken-41 - 1969 : Kissaviarsuk-33 - 1970 : Tupilakken-41 |

### Angutit Inersimasut GM (1971- )
| - 1971: Tupilakken-41 - 1972: Grønlands Seminarius - 1973: Grønlands Seminarius Sportklub - 1974: Siumut Amerdlok Kunuk - 1975: Grønlands Seminarius Sportklub - 1976: Grønlands Seminarius Sportklub - 1977: Nagdlunguaq-48 - 1978: Nagdlunguaq-48 - 1979: Christianshåb 70 - 1980: Nagdlunguaq-48 - 1981: Nuuk Idraetslag - 1982: Nagdlunguaq-48 - 1983: Nagdlunguaq-48 - 1984: Nagdlunguaq-48 - 1985: Nuuk Idraetslag - 1986: Nuuk Idraetslag | - 1987: Kissaviarsuk-33 - 1988: Kissaviarsuk-33 - 1989: Kagssagssuk Maniitsoq - 1990: Nuuk Idraetslag - 1991: Kissaviarsuk-33 - 1992: Aqigssiaq - 1993: B-67 - 1994: B-67 - 1995: Kugsak-45 - 1996: B-67 - 1997: Nuuk Idraetslag - 1998: Kissaviarsuk-33 - 1999: B-67 - 2000: Nagdlunguaq-48 - 2001: Nagdlunguaq-48 - 2002: Kugsak-45 | - 2003: Kissaviarsuk-33 - 2004: Malamuk - 2005: B-67 - 2006: Nagdlunguaq-48 - 2007: Nagdlunguaq-48 - 2008: B-67 - 2009: G-44 Qeqertarsuaq - 2010: B-67 - 2011: G-44 Qeqertarsuaq - 2012: B-67 - 2013: B-67 - 2014: B-67 - 2015: B-67 - 2016: B-67 - 2017: IT-79 - 2018: B-67 |

## A legsikeresebb klubok
| Klub                  | Bajnoki cím |
| --------------------- | ----------- |
| B-67                  | 13          |
| Nagdlunguaq-48        | 10          |
| Kissaviarsuk-33       | 7           |
| Nuuk Idraetslag       | 5           |
| Grønlands Seminarius  | 4           |
| Tupilakken-41         | 3           |
| G-44 Qeqertarsuaq     | 2           |
| Kugsak-45             | 2           |
| IT-79                 | 1           |
| Aqigssiaq             | 1           |
| Christianshåb 70      | 1           |
| Malamuk               | 1           |
| Kagssagssuk Maniitsoq | 1           |
| Siumut Amerdlok Kunuk | 1           |
| GSS                   | 1           |
| Nanoq                 | 1           |
| NÛK                   | 1           |